# Sloboschanske (Krasnohrad, Kehytschiwka)
Sloboschanske (ukrainisch Слобожанське; russisch Слобожанское Sloboschanskoje)  ist eine Siedlung städtischen Typs in der ukrainischen Oblast Charkiw mit etwa 2700 Einwohnern (2015).

Denkmal im Ort

Die Ortschaft wurde 1899 als Ziglewrowka-Schljachowoje (russisch Циглевровка-Шляховое) gegründet und 1925 in Tschapajewe (Чапаєве) umbenannt. Das Dorf erhielt 1957 den Status einer Siedlung städtischen Typs, am 4. Februar 2016 wurde die Siedlung städtischen Typs in Sloboschanske umbenannt.
Sloboschanske liegt an der Territorialstraße T–21–20 16 km nordöstlich vom ehemaligen Rajonzentrum Kehytschiwka und etwa 100 km südlich von Charkiw.
Am 12. Juni 2020 wurde die Siedlung ein Teil der neugegründeten Siedlungsgemeinde Kehytschiwka, bis dahin bildete sie zusammen mit den Dörfern Kosazke (Козацьке) und Oleksandriwske (Олександрівське) die gleichnamige Siedlungratsgemeinde Sloboschanske (Слобожанська селищна рада/Sloboschanska selyschtschna rada) im Nordosten des Rajons Kehytschiwka.
Am 17. Juli 2020 kam es im Zuge einer großen Rajonsreform zum Anschluss des Rajonsgebietes an den Rajon Krasnohrad.